# Musée estonien des Arts appliqués et du Design
Le Musée estonien des Arts appliqués et du Design (ETDM, estonien : Eesti Tarbekunsti- ja Disainimuuseum) est un musée consacré à l'histoire des arts appliqués et du design en Estonie. Situé à Tallinn, le musée a été créé en 1971 et a ouvert ses portes en 1980 en tant que branche du Musée national d'art estonien. Il est devenu une institution indépendante en 2004.

## Le bâtiment
Le musée est installé dans un bâtiment ancien de trois étages dans Vanalinn qui était autrefois un grenier à grains et qui a été constriuit entre 1683 et 1695. Le nom de l'architecte principal est inconnu. La forme du bâtiment est un rectangle légèrement irrégulier. En 1823-1823, le bâtiment a été rénové par l'architecte J.D.Bantelmann.
Après la restauration de l'établissement en 1970 sur la base du projet de l'architecte Aala Buldas, il put accueillir un musée d' art appliqué.

## Voir également
- Musée estonien d'histoire naturelle
- Musée d'architecture estonienne